# Dolní Vltavice
Dolní Vltavice (německy Unter Moldau) je část obce Černá v Pošumaví v okrese Český Krumlov. Nachází se na levém břehu Lipna, centrum bylo v nadmořské výšce 723 m, tedy přibližně dva až tři metry pod normální úrovní hladiny přehrady. Jedná se o zbytek původního městečka, jehož většina byla zatopena vodní nádrží. Součástí této části obce je i území bývalé osady Kyselov (něm. Sarau), která se nacházela na protější straně vodní nádrže Lipno. V Dolní Vltavici je přístaviště sezónní linkové či okružní lodní linky z Lipna nad Vltavou. Z Dolní Vltavice jezdí na pravý břeh Vltavy přívoz. Na pravém břehu Vltavy je přeshraniční propojení  s Rakouskem, které má název Kyselov - Diendorf.

## Historie
Osada, zvaná Wultau či Hirzow, byla založena roku 1263 Hirzem z Klingenbergu na obchodní stezce z hornorakouského Schläglu do Boletic. Roku 1355 byl postaven farní kostel svatého Linharta. V roce 1684 byla Dolní Vltavice povýšena na  městečko, které mělo svůj vlastní znak (modré pole značilo Vltavu, zelené pásy  značily zelené břehy, přes naznačenou Vltavu vedl na znaku dřevěný most).
V roce 1921 v obci Dolní Vltavice stálo 59 domů a žilo 463 obyvatel, z toho 10 Čechů a 445 Němců. Dne 11. února 1929 zde byl naměřen mráz −41 °C.
Kostel byl v 2. polovině 20. století nejprve zatopen a poté ještě odstřelen, neboť při nízkém stavu vody jeho věž vyčnívala nad hladinu lipenské nádrže. Zatopení postihlo celé historické jádro obce.

## Pamětihodnosti

### Kaple Panny Marie
Kaple byla postavena po konci třicetileté války pro pohřbení obětí morové nákazy v roce 1648. Jsou zde umístěny desky se jmény padlých v první světové válce z obcí Dolní Vltavice, Bližná, Pestřice a Kyselov.

### Boží muka
Památkově chráněná boží muka (pozdně gotický sloupek) stála původně u cesty směrem k Černé v Pošumaví. Dnes jsou umístěna u hřiště.